# Mark Dunn
Mark Dunn (Memphis, 22 ottobre 1956) è uno scrittore statunitense.
Mark Dunn è un autore e drammaturgo statunitense. Ha studiato cinema presso il Memphis State College (ora Università di Memphis), si è trasferito a New York nel 1987, dove ha lavorato presso la Biblioteca Pubblica di New York, scrivendo opere teatrali nel tempo libero.
Tra le venticinque opere teatrali da lui scritte (a partire dal 2001), Belles e Five Tellers Dancing in the Rain sono state messe in scena oltre centocinquanta volte.
Nel 1998 Dunn ha citato in giudizio gli autori, i distributori e i produttori di The Truman Show , affermando che la storia è basata su un'opera che aveva scritto e messo in scena a Broadway nel 1992, intitolata La vita di Frank.
Dunn vive attualmente con la moglie Mary ad Albuquerque, nel Nuovo Messico.

## Opere teatrali
- Belles
- Five Tellers Dancing in the Rain
- Frank's Life (1992)
- Scent of Rain (2007)

## Romanzi
- Ella Minnow Pea (2001)
- Welcome to Higby (2002)
- Ibid: A Life (2004)
- The Calamitous Adventures of Rodney And Wayne (2009)
- Under the Harrow (2010).